# الياقوصة
الياقوصة أو الواقوصة هي إحدى القرى المحتلة والمدمرة التابعة لمركز الخشنية التابع لمحافظة القنيطرة في هضبة الجولان بجنوب غرب سوريا، القرية ذات أهمية تاريخية، وهي مطلة على اليرموك، وقد لجأ إليها الروم أثناء معركة اليرموك.